# George Miller (YouTuber)
George Miller (n. 16 septembrie 1993, Osaka, Japonia) este un fost YouTuber, cântăreț, compozitor și muzician japonezo-australian. Este cel mai bine cunoscut grație canalului său de YouTube absurdist, acum scos din funcțiune, consistând din muzică, rant-uri, performări cu ukulele, un serial bizar, cu toate personajele principale jucate de el și compozițiile sale muzicale variate.
Ca YouTuber, el portretiza personajul titular (și pseudonimul) Filthy Frank pe canalul său. Adițional, videoclipul lui Miller numit Do the Harlem Shake (Original), care a originat ca un clip din videoclipul "Filthy Compilation #6 – Smell My Fingers", a fost vizionat de 58,5 milioane de ori (din octombrie 2017). Clipul original a condus la crearea meme-ului Harlem Shake, care a fost direct responsabil de debutul melodiei „Harlem Shake” (de producătorul Baauer) care a ajuns în Billboard Hot 100. Adițional, el are 2 canale: TooDamnFilthy (un canal secundar) și DizastaMusic (o încarnare timpurie a canalului TVFilthyFrank, deși nu mai este folosit din cauza fricii lui Miller de a fi șters forțat).
Ca muzician, el fie înregistrează sub numele de Pink Guy sau Politikz, două personaje vizibile din „spectacolul” său, sau sub numele său de scenă Joji. 

## Viața și cariera sa
George Miller a fost născut în Osaka, Japonia, a urmat Academia Canadiană și a absolvit-o în 2012. Nu se știu prea multe despre viața sa personală, în timp ce încearcă să își păstreze intimitatea, cum ar fi în videoclipul său „Filthy Frank Exposes Himself???”, unde relevă că el este un student la facultate în Brooklyn, New York și că nu dorește să dezvăluie informații personale, de teama de a nu mai putea obține un loc de muncă mai târziu datorită naturii serialului său. Adițional, în același videoclip, el își dezvăluie luptele cu sănătatea sa, cum ar fi convulsiile sale cauzate de o boală pe care nu o dezvăluie.

### YouTube
Miller a creat personajul Filthy Frank în timpul petrecut pe canalul său DizastaMusic, unde a creat conținut schiță bazat pe comedie, dar canalul a început să crească în popularitate odată ce l-a conceptualizat pe Frank, care este descris ca anti-vlogger-ul YouTube-ului. Primul videoclip cunoscut al canalului a fost încărcat pe 19 iunie 2008 și a fost intitulat „Lil Jon falls off a table”. Canalul DizastaMusic are peste 800.000 de abonați și se apropie de 170 de milioane de vizionări începând din august 2017.
Pe 15 august 2014, Miller a încărcat un videoclip pe canalul DizastaMusic, anunțând că nu va mai posta niciun videoclip, sub riscul de a-l pierde din cauza numeroaselor avertismente legate de drepturile de autor și comunitate pe care le-a primit.